# Sicherheitsgrundausbildung und Unterweisung für Seeleute
Die Sicherheitsgrundausbildung und Unterweisung für Seeleute (auch Basic Safety Training) ist eine Sicherheitsschulung für Seeleute und Grundvoraussetzung für die Ausübung des Berufes als Seemann in Deutschland. Jeder angehende Seemann, der nach den STCW-Vorschriften eine schiffsbetriebliche Handlung verfolgt oder Pflichten an Bord übernimmt, sowie Servicepersonal auf Kreuzfahrtschiffen haben vor der ersten Fahrzeit eine solche Sicherheitsausbildung zu absolvieren.
Sie ist im § 44 Seeleute-Befähigungsverordnung geregelt.

## Voraussetzungen
Voraussetzung für die Arbeit an Bord ist der Nachweis einer gültigen Seediensttauglichkeit. Dieser kann in Hamburg, Bremen oder auch in Lübeck ausgestellt werden. Es gibt jedoch viele weitere Standorte. Er beinhaltet einen Sehtest, Hörtest sowie den Nachweis über allgemeine körperliche Fitness.

## Grundinhalte
- Bekämpfung und das Löschen von Bränden an Bord mit und ohne Atemschutzgerät, Feuerprävention und Umgang mit den verschiedenen Feuerlöschmethoden
- Verhütung der Verschmutzung der Meere und ihrer Umwelt (MARPOL)
- Überleben auf See: fehlerfreies Anlegen der Sicherheitsausrüstung, Simulation eines Sprungs aus mittlerer Höhe, Bilden einer Einheit im Wasser
- Erweiterte Erste Hilfe nach Unfällen an Bord
- Aussetzen einer Rettungsinsel und die Bemannung ohne fremde Hilfe
- Bemannen eines Rettungsbootes/Freifallrettungsbootes mit zugehörigem Zuwasserlassen
- Mann-über-Bord-Manöver in sicherem Territorium
- Sicherheitsbezogenes Arbeiten an Bord
- Gefahr von Drogen- und Alkoholeinfluss
- Aufbau und Erhaltung guter Seemannschaft

## Ausbildungsorte
Die Sicherheitsausbildung wird in Deutschland an verschiedenen Standorten angeboten, jedoch variieren, trotz STCW-Konformität, die Ausbildungsinhalte und Kursdauer von Standort zu Standort mitunter erheblich. Die Teilnehmerzahl ist ebenso abhängig vom Kursanbieter und reicht von 10 Personen bis hin zu 30 Personen pro Lehreinheit.

## Dauer
Das Basic Safety Training ist auf ein Minimum von 80 Zeitstunden reguliert und beinhaltet alle oben genannten Ausbildungspunkte zur Schiffssicherung. Übungszeit für den am Ende der Ausbildung zu erbringenden Einzelleistungsnachweis ist nicht inbegriffen. Teilweise werden die Kurs-spezifischen STCW-Mindestanforderungen von einigen Anbietern deutlich höher angesetzt, um gleichzeitig zusätzlichen Genossenschaft-spezifischen Auflagen, wie beispielsweise denen der BG Verkehr, gerecht zu werden. Für Servicepersonal auf Kreuzfahrtschiffen besteht die Möglichkeit, ein komprimiertes Sicherheitstraining zu absolvieren, welches zusätzlich um ein Vessel Sanitation Program erweitert wird.